# Фано
Фа̀но (на италиански: Fano) е град и община в централна Италия, провинция Пезаро и Урбино, регион Марке. Разположен е на 12 m надморска височина на брега на Адриатическото море, с малко пристанище. Населението на града е 63 922 души (към октомври 2009).

## Спорт
Футболният отбор на града носи името Алма Ювентус Фано 1906.